# 1907-es magyar birkózóbajnokság
Az 1907-es magyar birkózóbajnokság az ötödik magyar bajnokság volt. A bajnokságot április 21-én rendezték meg Budapesten, a Beketow Cirkuszban.

## Eredmények
| Versenyszám | Arany                   | Arany | Ezüst                      | Ezüst | Bronz              | Bronz |
| ----------- | ----------------------- | ----- | -------------------------- | ----- | ------------------ | ----- |
| Könnyűsúly  | Csüdör Béla PTTSE       |       | Maróthy József Törekvés SE |       | Orosz Miklós PTTSE |       |
| Középsúly   | Hudák János Törekvés SE |       | Chambré Rezső MAC          |       | Előd József MTK    |       |
| Nehézsúly   | Weisz Richárd MTK       |       | Payr Hugó MTK              |       | György József MTK  |       |